# Barnhusförsamlingen
Barnhusförsamlingen var en församling i nuvarande Stockholms stift i nuvarande Stockholms kommun. Församlingen uppgick 3 mars 1786 i Adolf Fredriks församling.

## Administrativ historik
Församlingen bildades 1638 för Stora Barnhuset och ingick därefter till 1691 i Klara pastorat, för att därefter till 1786 utgöra ett eget pastorat. Församlingen uppgick 3 mars 1786 i Adolf Fredriks församling. 

## Präster

### Predikanter
| Ämbetstid | Namn                        | Levnadstid | Övrigt |
| --------- | --------------------------- | ---------- | ------ |
| 1638–1640 | Johannes Campanius          | 1601–1683  |        |
| 1641–1644 | Laurentius Matthiæ Lundius  | –1644      |        |
| 1644–1645 | Nicolaus Hofmannus          |            |        |
| 1645–1659 | Matthias Johannis Luthenius | –1659      |        |
| 1660–1679 | Lars Larsson Nezenius       | –1679      |        |
| 1679–1689 | Olaus Matthiæ Cumblæus      | 1637–1689  |        |
| 1689      | Matern Pfeiffer             | 1649–1715  |        |
| 1690–1691 | Daniel Erici Ekenberg       | –1695      |        |

### Kyrkoherdar
| Ämbetstid | Namn                | Levnadstid | Övrigt                                  |
| --------- | ------------------- | ---------- | --------------------------------------- |
| 1691–1697 | Anders Hagberg      | 1655–1715  | Senare kyrkoherde i Frötuna församling. |
| 1697–1710 | Ericus Andreae Fors | 1665–1732  |                                         |
| 1710      | Andreas Brodinus    | 1678–1710  |                                         |
| 1711–1721 | Samuel Kiällin      | 1661–1737  |                                         |
| 1721–1734 | Sven Wijkman        | 1690–1734  |                                         |
| 1734–1744 | Andreas Sahlmenius  | 1698–1764  |                                         |
| 1744–1755 | Pehr Valentinsson   | 1704–1777  |                                         |
| 1755–1770 | Johan Löhnberg      | 1714–1770  |                                         |
| 1771–1774 | Carl Nortman        | 1736–1805  | Senare kyrkoherde i Bygdeå församling   |
| 1774–1784 | Magnus Hjortsberg   | 1739–1804  | Senare kyrkoherde i Kjula församling.   |

### Komministrar
| Ämbetstid | Namn               | Levnadstid | Övrigt                            |
| --------- | ------------------ | ---------- | --------------------------------- |
| 1718–1721 | Sven Wijkman       | 1690–1734  | Senare kyrkoherde i församlingen. |
| 1721–1730 | Johan Tidzelius    |            |                                   |
| 1730–1734 | Andreas Sahlmenius | 1698–1764  | Senare kyrkoherde i församlingen. |
| 1734–1744 | Olof Lundholm      | –1744      |                                   |
| 1744–1746 | Gustaf Flodin      | 1712–1769  |                                   |
| 1747–1750 | Ingemar Dahlin     | 1717–1750  |                                   |
| 1750–1755 | Arvid Ahlmark      | 1712–1788  |                                   |
| 1755–1776 | Nicolaus Bredberg  | 1720–1797  |                                   |
| 1776–1783 | Johannes Collander | 1746–1799  |                                   |
| 1783–1787 | Sune Edmark        | 1749–1819  |                                   |

## Kyrkor
- Barnhuskyrkan